# Idaea striolata
Idaea striolata là một loài bướm đêm trong họ Geometridae.